# Wieża Niepodległości

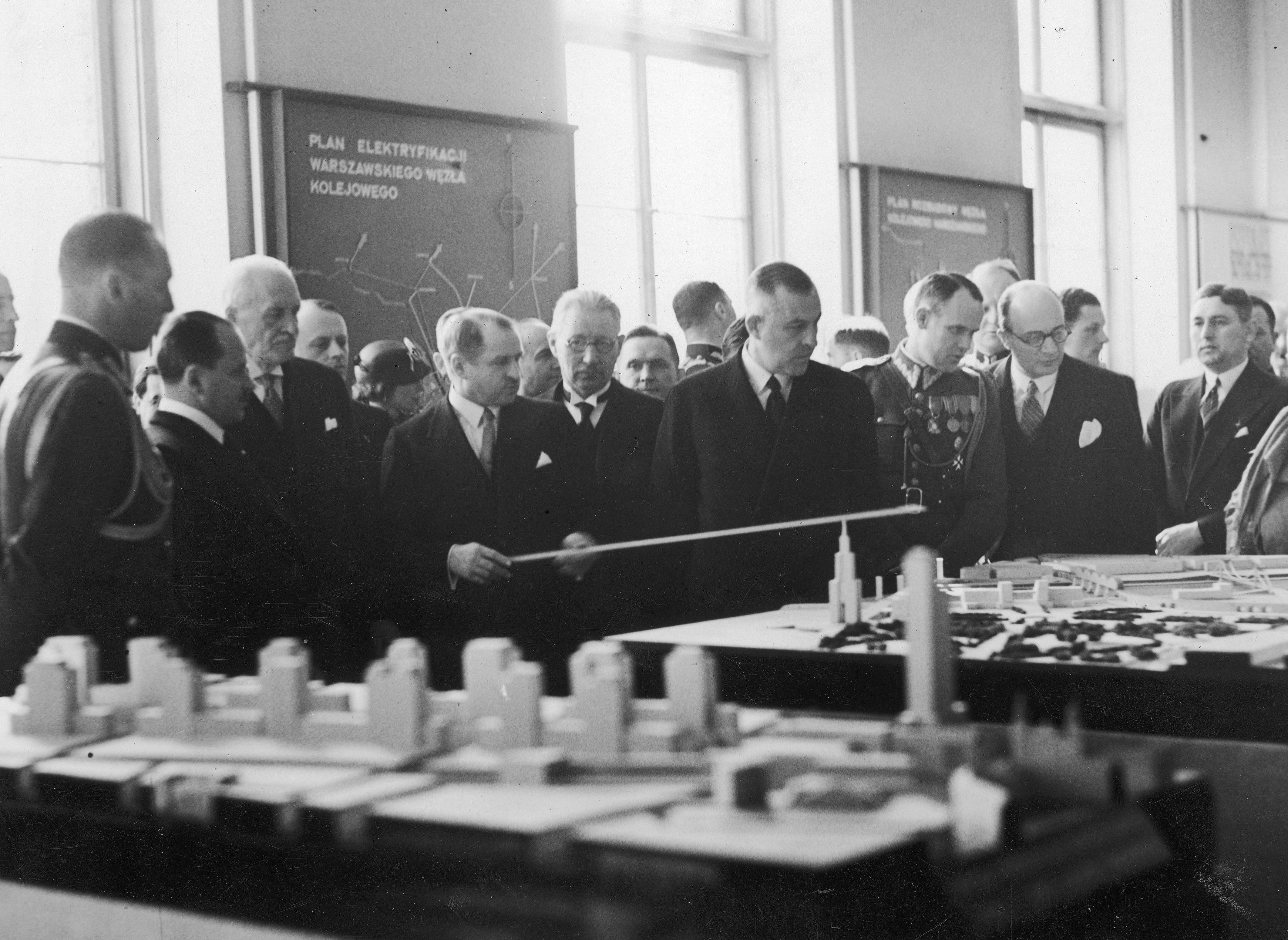
Prezydent Warszawy Stefan Starzyński pokazuje zebranym plany rozbudowy Warszawy. Pod wskaźnikiem widoczny jest model Wieży Niepodległości

Wieża Niepodległości – projekt koncepcyjny polskiego architekta Juliusza Nagórskiego z 1934 roku. 

## Historia
Projekt przedstawiał 200-metrowy wieżowiec, zakończony iglicą z nadajnikiem radiowym na czubku. Miał być wybudowany przy rondzie Waszyngtona. Był elementem większego projektu – zagospodarowania przestrzennego terenów Warszawy, pomiędzy mostem Poniatowskiego a portem Praskim. Makieta Wieży Niepodległości została zaprezentowana na wystawie „Warszawa przyszłości” w Muzeum Narodowym w 1936 roku. Był to prestiżowy projekt nie tylko dla władz Warszawy, ale również i władz przedwojennej Polski. Na otwarciu wystawy, oprócz prezydenta miasta Stefana Starzyńskiego, był obecny także prezydent Polski Ignacy Mościcki.
Niemiecka agresja na Polskę w 1939 roku uniemożliwiła realizację tego projektu, jak i wielu innych. W pierwszym miesiącu wojny zginęło dwóch warszawskich architektów – Józef Szanajca i Oskar Sosnowski. 

## Wieża Niepodległości a Pałac Kultury i Nauki
Projekt Wieży Niepodległości bardzo przypomina sylwetkę Pałacu Kultury i Nauki. Ze względu na brak danych, trudno jest obecnie ustalić, czy architekci pracujący przy budowie Pałacu Kultury oparli się na koncepcji Nagórskiego. Nie ma na ten temat żadnych upublicznionych relacji ani wspomnień osób uczestniczących w projekcie budowy. Jednak oba projekty są do siebie bardzo podobne.